# Xi Xiaoheng
Xi Xiaoheng (* 8. Dezember 1999) ist ein chinesischer Leichtathlet, der sich auf den Mittelstreckenlauf spezialisiert hat.

## Sportliche Laufbahn
Erste internationale Erfahrungen sammelte Xi Xiaoheng im Jahr 2018, als er bei den Juniorenasienmeisterschaften in Gifu mit 1:55,27 min in der Vorrunde im 800-Meter-Lauf ausschied. 2025 schied er bei den Hallenweltmeisterschaften in Nanjing mit 1:49,59 min im Halbfinale über 800 Meter aus und Ende Mai belegte er bei den Asienmeisterschaften in Gumi in 3:47,42 min den achten Platz im 1500-Meter-Lauf. Zudem belegte er in 1:48,45 min den sechsten Platz über 800 Meter.
2023 wurde Xi chinesischer Hallenmeister im 1500-Meter-Lauf sowie 2025 über 800 Meter.

## Persönliche Bestzeiten
- 800 Meter: 1:47,22 min, 30. Mai 2025 in Gumi
  - 800 Meter (Halle): 1:48,06 min, 21. März 2025 in Nanjing
- 1500 Meter: 3:43,84 min, 27. Juni 2021 in Chongqing
  - 1500 Meter (Halle): 3:46,71 min, 16. März 2023 in Tianjin